# Olacàcies
Olacàcia (Olacaceae) és una família de plantes amb flors. Són plantes llenyoses natives de les regions tropicals de tot el món.
El sistema APG de 1998 i 2003 l'assigna a l'ordre Santalales, la circumscripció d'aquesta família varia segons els autors. S'accepten un total de 15 gèneres per a la família olacàcia però alguns autors els reparteixen en altres famílies.

## Gèneres
Olacaceae sensu stricto
- Dulacia
- Olax
- Ptychopetalum

Aptandraceae
- Anacolosa
- Aptandra
- Cathedra
- Chaunochiton
- Harmandia
- Ongokea
- Phanerodiscus

Ximeniaceae
- Curupira
- Douradoa
- Malania
- Ximenia

Ubicació incerta
- Brachynema
- Strombosia Blume